# Comté de Dufferin
Pour les articles homonymes, voir Dufferin.
Le comté de Dufferin est un comté et une division de recensement de la province canadienne de l'Ontario. Le siège administratif du comté est situé dans la ville d'Orangeville[réf. nécessaire].

## Histoire
Dufferin fut nommé en l'honneur du Marquis de Dufferin, qui fut Gouverneur Général du Canada entre 1872 et 1878.[réf. nécessaire].

## Démographie
En tant que division de recensement dans le recensement de 2011, le comté de Dufferin a une population de 56 881 habitants dans 20 073 de ses 21 257 logements, soit une variation de 4,5% par rapport à la population de 2006. Avec une superficie de 1 486,31 km2, ce comté possède une densité de population de 38,3 hab/km2 en 2011.
Concernant le recensement de 2006, le comté de Dufferin abritait 54 436 habitants dans 18 797 de ses 19 754 logements. Avec une superficie de 1 485,58 km2, ce comté possédait une densité de population de 36,6 hab/km2 en 2006.

## Communautés
- Municipalité de Mono
- Ville d'Orangeville
- Ville de Shelburne
- Municipalité d'Amaranth
- Municipalité d'East Garafraxa
- Municipalité d'East Luther Grand Valley
- Municipalité de Melancthon
- Municipalité de Mulmur

## Galerie

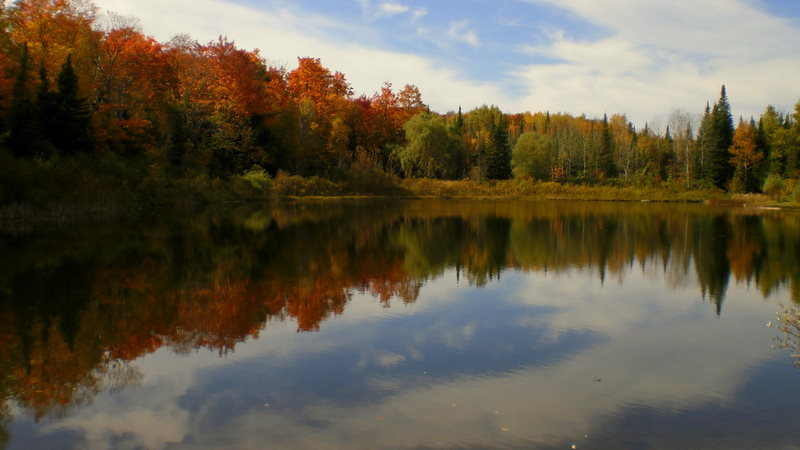
Parc d'Orangeville à Orangeville
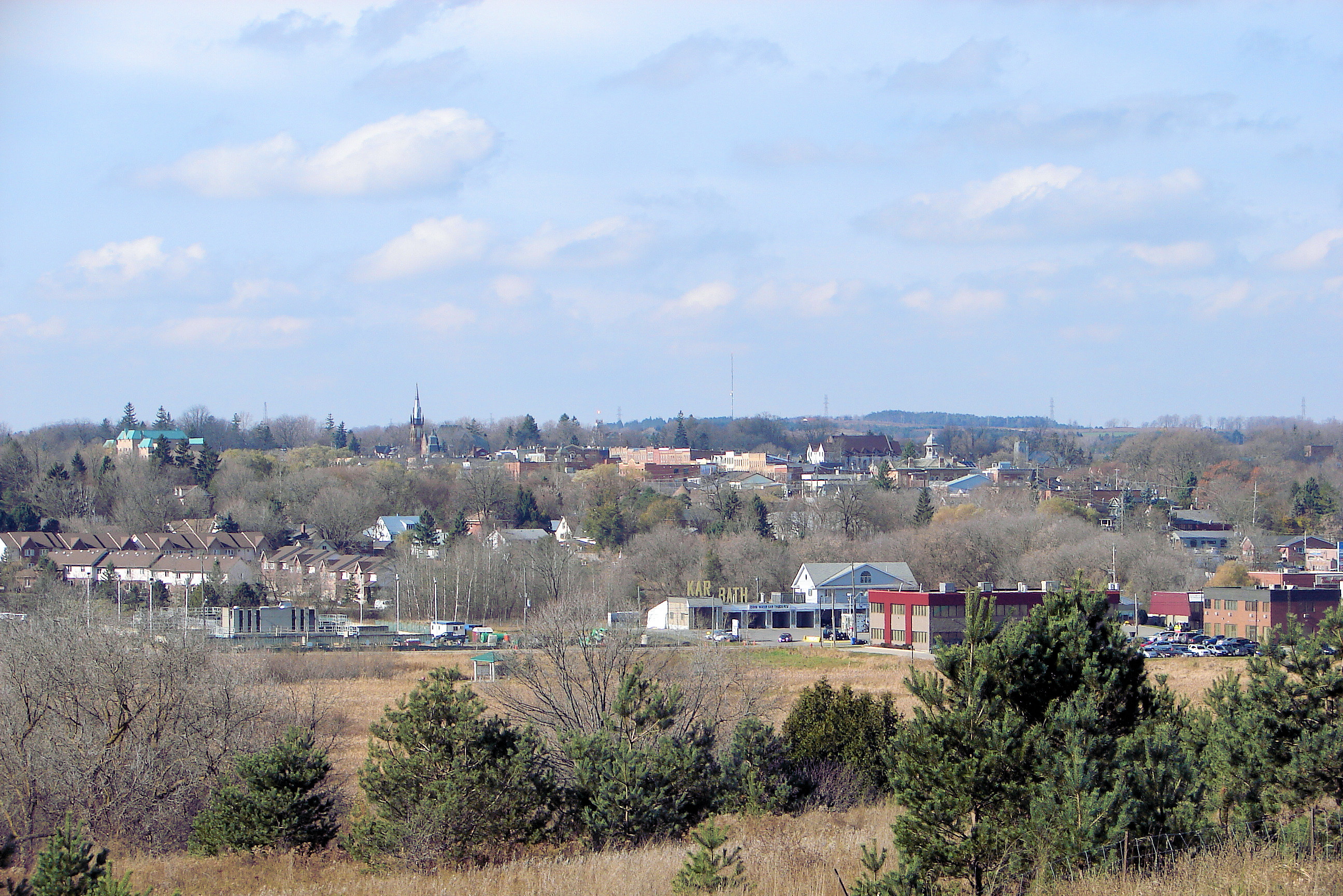
Orangeville
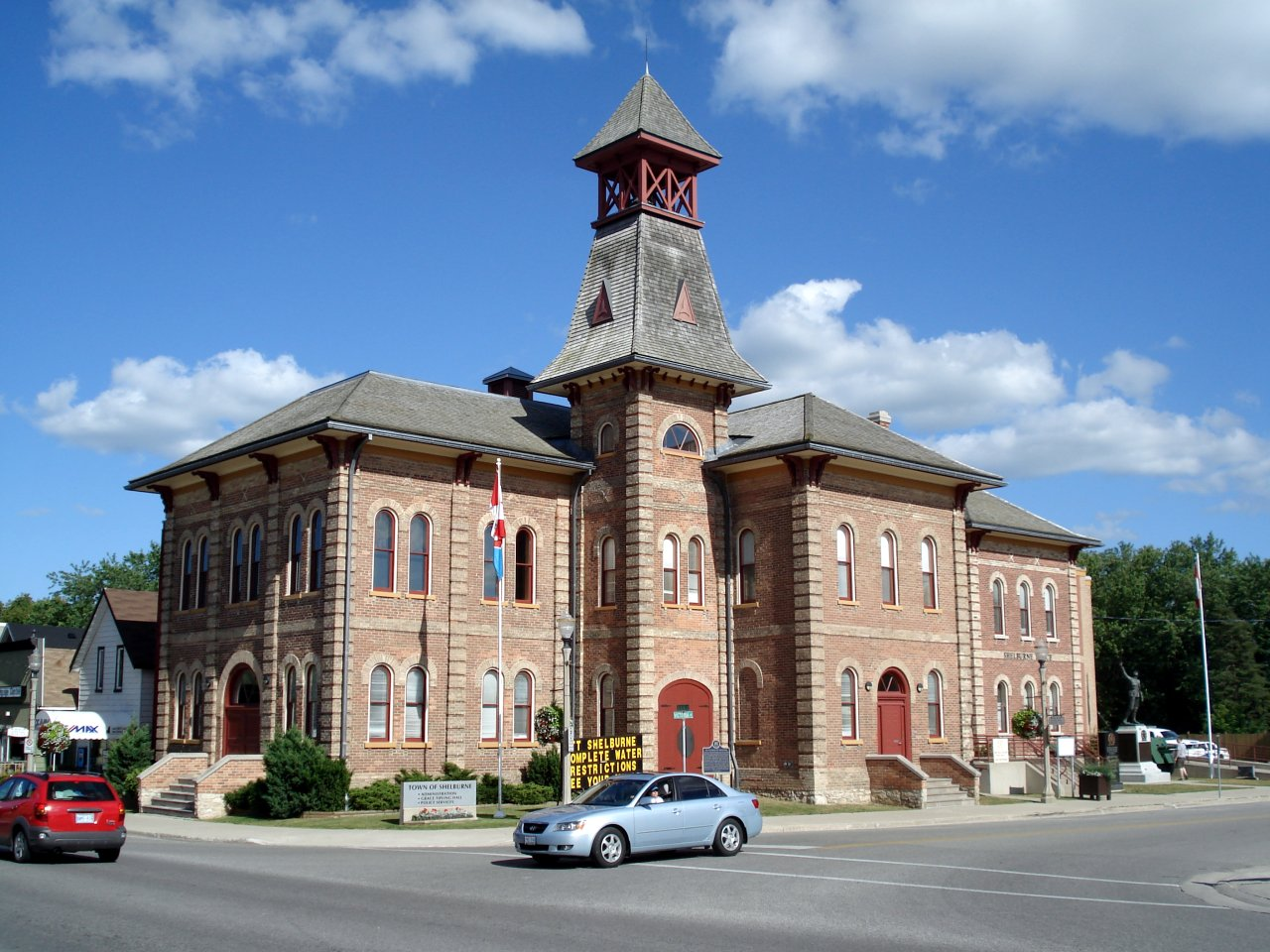
Mairie de la ville de Shelburne
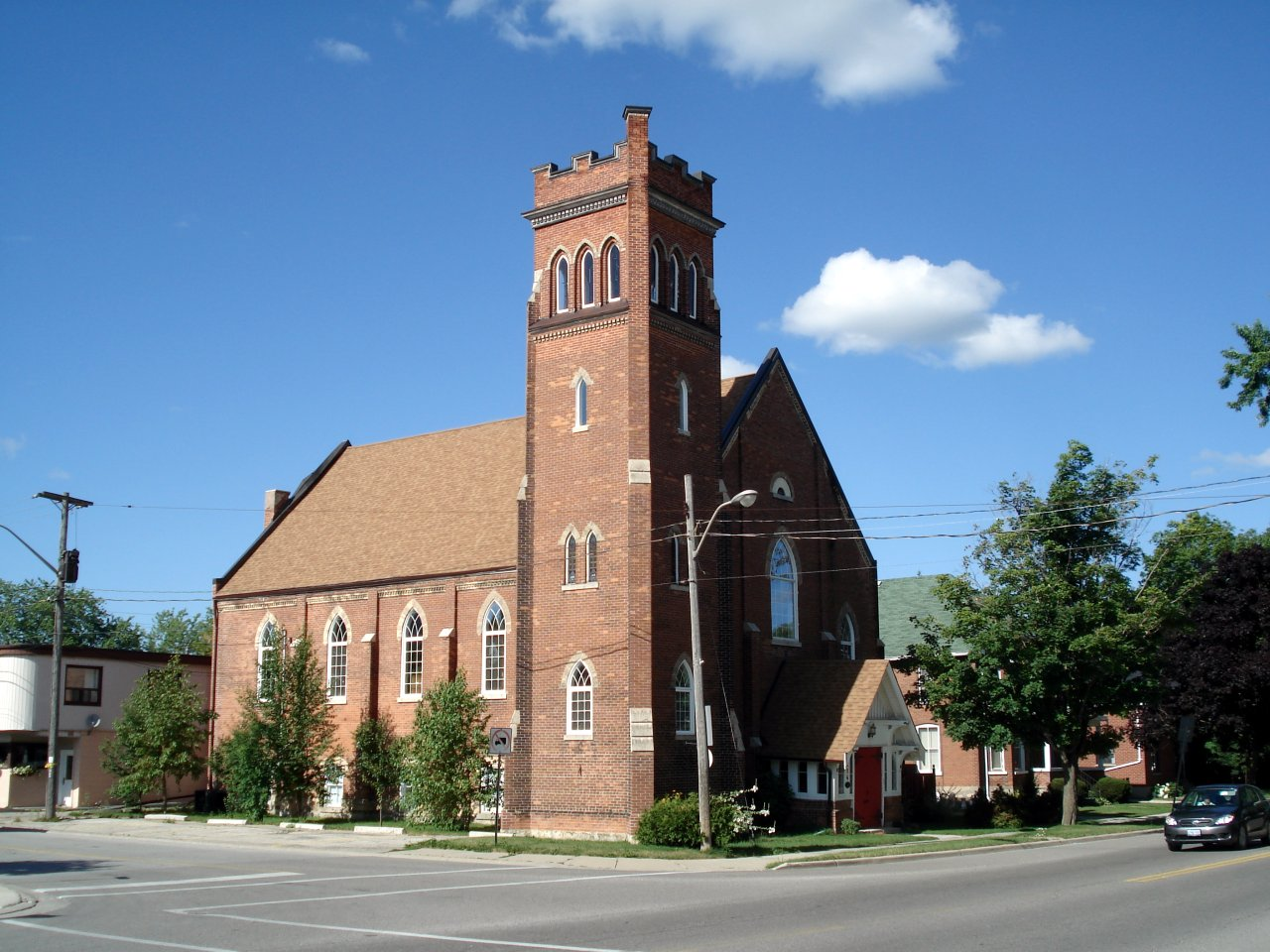
Rue principale de Shelburne
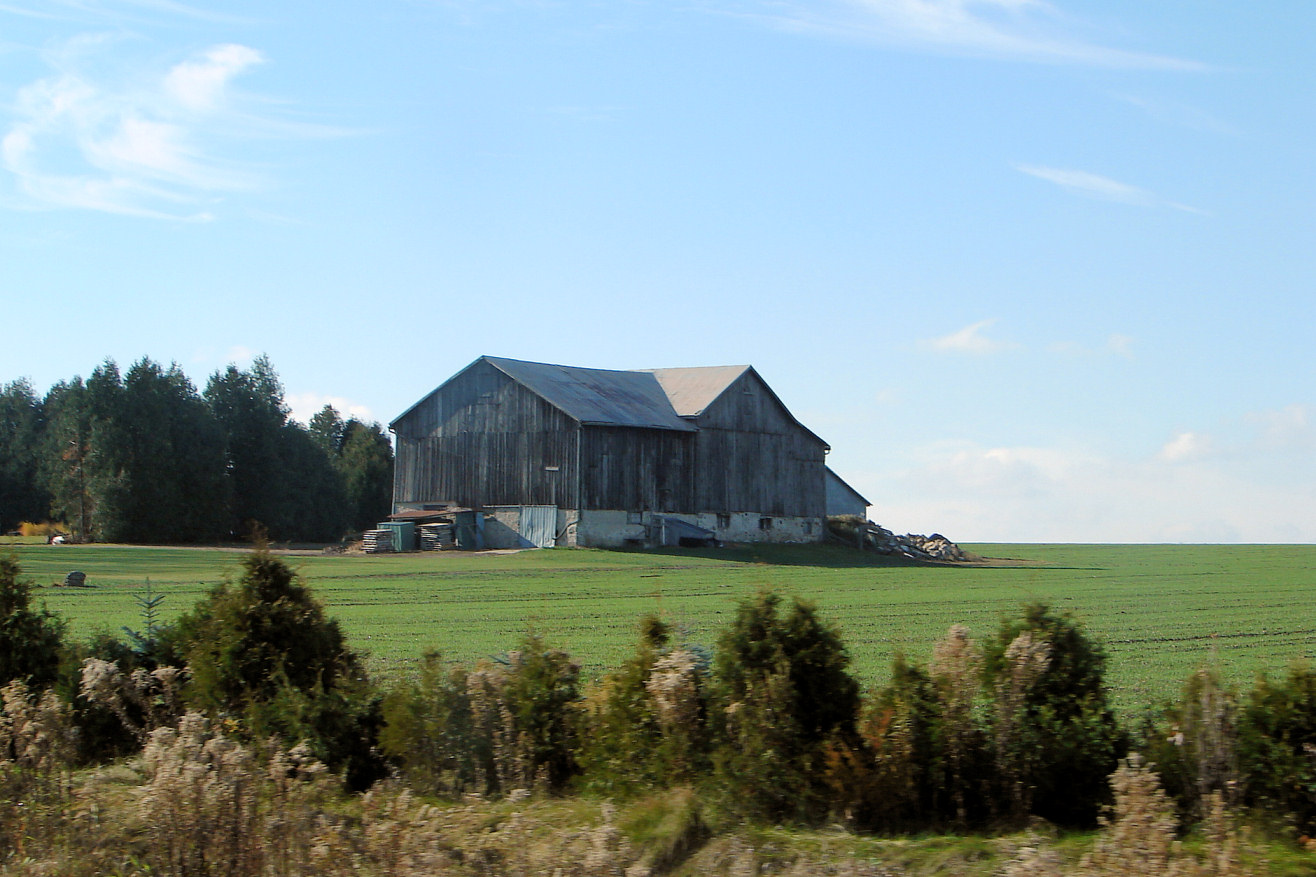
Grange dans la municipalité de Mono